# ショーン・ファニング
ショーン・ファニング（Shawn Fanning、1980年11月22日 - ）は、アメリカ合衆国のプログラマ。

## 来歴
マサチューセッツ州ブロックトンに生まれる。少年時代はスポーツをして過ごすが、高校生の時に初めて触ったコンピュータでインターネットにはまり込み、プログラミングを学び始める。1998年秋、ノースイースタン大学に入学（計算機科学専攻）。在学中、既存の MP3 検索サービスに不満を持っていたルームメートの声を聞き、P2P技術を用いたファイル共有ソフト Napster の開発を始める。1999年1月に大学を中退し、5月に Napster 社を設立。しかし、著作権を無視したファイル交換が横行したため著作権侵害訴訟が起こり、2001年7月にサービスを停止。2002年11月、Roxio 社（2004年8月に Napster に社名変更）に買収された。2002年、ジョーダン・メンデルソン、ロン・コンウェイと共に、合法的な音楽配信の技術を開発・提供する、SNOCAP 社を設立した。2006年12月、ファニングは、World of Warcraft のプレイヤーのための SNS、Rupture を開発した。